# Эди Баскоро Юдойоно
Э́ди Баско́ро Юдойо́но (индон. Edhie Baskoro Yudhoyono; род. 24 ноября 1980 года, Бандунг) — индонезийский политик, депутат Совета народных представителей Индонезии (с 2009). Второй сын президента Индонезии Сусило Бамбанг Юдойоно и его супруги Ани Юдойоно, младший брат Агуса Харимурти Юдойоно.

## Биография
Эди Баскоро Юдойоно родился 24 ноября 1980 года в Бандунге. В 2005 году получил степень бакалавра в области финансов и коммерции в 2005 году в Университете Кертина, Перт, Австралия. Затем обучался в Раджаратнамской школе международных исследований, Наньянского технологического университета, Сингапур. В 2007 году Эди получил степень магистра в области международной политической экономии. Защитил диссертацию «Revitalization of Indonesia's Economy: Attempts to Solve the Twin-Critical-Economic Problems and to Build the Foundation for Future Economic Development». 
В 2009 году Эди выставил свою кандидатуру на парламентских выборах в избирательном округе Восточная Ява VII, который включал округа Пачитан, Понорого, Тренгалек, Магетан, Нгави. По итогам выборов за его кандидатуру было отдано 327 097 голосов избирателей — больше, чем за какого-либо иного кандидата на этих выборах. В СНП Эди стал членом Бюджетного совета, а также членом Комиссии I, отвечающей за международные отношения, оборону, информацию и связь. В 2014 году был переизбран.
Эди Юдойоно является одним из лидеров Демократической партии, возглавляемой его отцом. Его карьера в партии началась с должности регионального координатора партии в Джакарте и Восточной Яве. Затем он стал председателем партийного департамента по кадрам. На II съезде партии в мае 2010 года он был назначен Генеральным секретарём, став второй в партии фигурой после председателя Анаса Урбанингрума и самым молодым в Индонезии генеральным секретарём партии.

## Семья
24 ноября 2011 года в президентском дворце Чипанас состоялась свадьба Эди Юдойоно и Сити Руби Алии Раджасы (индон.  Siti Ruby Aliya Rajasa), дочери Хатты Раджасы, министра-координатора по вопросам экономики в правительстве Юдойоно и кандидата в вице-президенты на выборах 2014 года. В их семье трое детей.